# 経営システム工学
経営システム工学（けいえいシステムこうがく、英:Management system engineering）とは、企業など組織における問題の発見と解決,目標の設定と達成のための統合化された科学技術である。経営工学が源流であるが、経営システムの概念を導入するために、機械工学、制御工学、信頼性工学、情報工学、システム工学、金融工学、保険数理、環境工学といった学問の要素の一部を含んでいる。

## 適用分野例
- 経営企画：財務戦略、工場建設戦略、
- 生産技術：プラント設計、設備保全、
- 生産管理：生産計画、生産システム開発、
- 情報　　：情報システム分析、

## 研究機関

### 経営システム工学関連の学科・教育プログラムを設置している大学（五十音順）
- 青山学院大学 理工学部 経営システム工学科
- 秋田県立大学 システム科学技術学部 経営システム工学科
- 大阪工業大学 情報科学部 データサイエンス学科 経営システム研究室、ものづくり経営マネジメント研究室
- 中央大学 理工学部ビジネスデータサイエンス学科
- 千葉工業大学 未来変革科学部 経営デザイン科学科
- 電気通信大学 情報理工学域 I類 経営・社会情報学プログラム
- 東海大学 情報通信学部 経営システム工学科
- 東京科学大学 工学院 経営工学系
- 東京理科大学 創域理工学部 経営システム工学科
- 長岡技術科学大学 情報・経営システム工学課程／専攻
- 名古屋工業大学 工学部 社会工学科 経営システム分野
- 日本大学 生産工学部 マネジメント工学科 経営システムコース
- 福島大学 理工学群 共生システム理工学類 経営システムコース
- 法政大学 理工学部 経営システム工学科
- 早稲田大学 理工学術院 創造理工学部 経営システム工学科
- 東京都市大学 知識工学部 知能情報工学科(旧 経営システム工学科)
- 東京都市大学 環境学部 環境経営システム学科